# 新潟県道255号新関水原停車場線
新潟県道255号新関水原停車場線（にいがたけんどう255ごう しんせきすいばらていしゃじょうせん）は、新潟県阿賀野市内を通る一般県道である。

## 概要

### 路線データ
- 起点：阿賀野市分田字御判開
- 終点：水原停車場（新潟県阿賀野市下条町）

## 歴史
- 2022年（令和4年）8月4日 - 国道49号水原バイパスのアクセス道路となることから、近接する2つの丁字路の十字路化を行う土橋交差点事業が完了し供用開始[1][2][3][4][5]。
- 2022年（令和4年）11月16日 - 阿賀野市内の経路を変更。阿賀野市道大野土橋線 - 一般国道49号 - 阿賀野市道阿賀野高校前線の経路となる[6][7]。旧経路は阿賀野市道岡山町土橋線となる[8]。
- 2024年（令和6年）9月2日︰本道路の大野交差点 - 土橋交差点間が国道49号区域に編入され、水原バイパス・百津 - 下黒瀬間に並行する旧道の大野交差点 - 窪川原交差点が国道49号区域除外され、大野交差点 - 学校町交差点が本道路および新潟県道586号水原亀田線の重複区間となる[9][10][11][12]。

## 地理

### 通過する自治体
- 新潟県阿賀野市

### 接続する道路
- 阿賀野市道稗河原場1号線（起点：阿賀野市分田字御判開）
- 新潟県道27号新潟安田線（阿賀野市分田字内原村 - 同市中潟で重複）
- 新潟県道586号水原亀田線（阿賀野市分田 - 同市岡山町で重複）
- 国道49号＜水原バイパス＞（阿賀野市百津）
- 国道49号現道（阿賀野市百津 - 同市市野山で重複）
- 新潟県道470号大室水原線（阿賀野市岡山町）
- 新潟県道303号水原停車場線（阿賀野市下条町）
- 阿賀野市道停二4号線（終点 : 阿賀野市下条町、「水原駅」前）

### 周辺
- JR羽越本線 水原駅
- 国道49号 若松街道
- 新潟県厚生農業協同組合連合会 水原郷病院
- 新潟県警察 阿賀野警察署
- 阿賀野市役所
- 新潟県立阿賀野高等学校
- 阿賀野市立水原中学校
- 阿賀野市立分田小学校
- 阿賀野市立堀越小学校
- 阿賀野市立水原小学校
- 阿賀野市立安野小学校
- 分田郵便局
- 堀越郵便局
- 阿賀野郵便局
- 水原代官所
- 阿賀野川

## その他
- 路線名の「新関」は、起点付近の阿賀野川対岸にかつてあった自治体（新潟県中蒲原郡新関村、現・新潟市秋葉区及び五泉市）に由来する。